# トゥールーズ政治学院
トゥールーズ政治学院(仏:Institut d'Etudes Politiques de Toulouse)は1948年フランス南東部オート＝ガローヌ県の県庁所在地トゥールーズに設立された地方政治学院であり行政系のグランゼコール。通称 Sciences Po Toulouse。 

## 概略
1945年5月4日、政令によってトゥールーズ大学政治学院として発足。1872年エミル＝ブテミ氏によって設立されたパリ政治学院を模範に設立された。1989年12月18日の政令によって、トゥールーズ大学政治学院はトゥールーズ第一大学所属の行政的公施設法人として確立。現在の学長はオリビエ＝ブロサル（経済学者）である。
現取締役会に出席する著名人のうち、パトリック・ジェラール（現国立行政学院学長）、オリビエ・デュアメル（フランス国立政治学財団長）、コリン・マスカラ（トゥールーズ第一大学学長）、マリ＝フランス・マルシャン＝バイレ（ラ・デペッシュ紙財団会長）、フィリップ・ベラバル（国務院職員）など。

## 入試
毎年、バカロレア後の政治学院共通入学試験により200人ぐらいが入学する。同試験は2008年エクス＝アン＝プロヴァンス、リヨン、リール、レンヌ、ストラスブール、トゥールーズの各政治学院が導入した。その他、グルノーブル政治学院、パリ政治学院、ボルドー政治学院は単独入学試験を維持している。
2018年第一学年政治学院共通入学試験において、受験者8669のうち1170人が受かり、合格率は13.5パーセントである。受験者及び合格者の過半数以上は女性である（約60%）。トウールーズ政治学院には180人の学生が入学した。また、トゥールーズ政治学院では、リセの最終学年在籍者でバカロレアの成績が優秀な者約20人が毎年入学する。
なお、第4学年への入学試験も2006年から行われている。 

## 教育

### 教育課程
教育課程は2008年より5年制である。欧州連合共通の高等教育単位・学位互換制度に基づき、第1学年から第3学年の3年間は第1課程（Licence）、残りの2年間は第2課程（Master）として区分される。第一課程の最初の二年では、一般知識、言語及び研究方法の習得に重点が置かれている。教育科目としては、政治経済学、社会学、歴史、公法（憲法学、行政法）、政治学、経済学等。学べる言語としては英語、アラビア語、スペイン語、イタリア語、ロシア語、ドイツ語、中国語等がある。三年次は半年あるいは一年間海外の協定大学で勉強する。このため海外の約150の大学と留学協定を結んでいる。ほとんどの学生は半年間留学し、半年間インターンをすることが多い。第二課程の二年間は広範な専門教育が提供される仕組みとなっている。
協定校には、ドイツのベルリン自由大学、フンボルト大学、中国の清華大学、日本の明治大学、イギリスのシェフィールド大学、クイーンズ大学ベルファスト、ロシアモスクワ大学等ある。
また、現在トゥールーズ政治学院はトゥールーズビジネススクール、イタリアのボローニャ大学、スペインのマドリード・コンプルテンセ大学、トゥールーズ国立応用科学院との共同修了書などを提供する。

### 学位名簿
第4学年からは以下の4つの分野の中、12の専門教育を選べられる。
Métiers de l'action publique
- D1P1 - Carrières administratives　（行政管理職）
- D1P2 - Affaires européennes　（EU業務）
- D1P3 - Expertise de la décision publique

Gestion des risques et lutte contre les discriminations
- D3P1 - Risques, Science, Environnement et Santé（リスク、サイエンス、環境、衛生）
- D3P2 - Politique, discriminations, genre (PDG) （政治学、差別、ジェンダー）

Economie, développement et relations internationales
- D2P1 - Développement économique et coopération internationale（経済発展・国際協力）
- D2P2 - Affaires internationales et stratégie d’entreprise（国際業務・ビジネス戦略）
- D2P3 - Relations Internationales : nouveaux enjeux et gestion de crise（国際関係学 : 新たな紛争と紛争解決）
- D2P4 - Gouvernance des relations internationales（国際社会の統治）

Médias, Communication, culture et société de la connaissance
- D4P1 - Communication　（広報）
- D4P2 - Journalisme　（報道）
- D4P3 - Culture et Production des Savoirs　（文化及び知識生産）

### 著名な教授
- Jacques Cantier, 歴史学者
- Christel Cournil、法学者
- Jean-Michel Eymeri-Douzans、政治学者
- Jean-Michel Ducomte、弁護士
- Jean-Louis Guy、数学者
- Célia Keren、歴史学者
- Jean-Louis Loubet del Bayle、社会学者
- Robert Marconis、地理学者
- Laure Ortiz、法学者
- Jean-François Soulet、歴史学者

## 大学生活

### サークル[9]
- Bureau des Etudiants　: 学生委員会
- Bureau des Arts :　芸術委員会
- Bureau des Sports　: スポーツ委員会
- Cactus : 講演開催、議会シミュレーション団体
- Le Forum International : 国際会議シミュレーション開催団体
- So acte : 人道支援団体
- Gaïa : 環境保護団体
- Mondus : 政治学院留学生受け入れ団体
- Point Of View - POV : 写真部
- Caractères : 新聞作成団体
- Good Morning Toulouse - GMT : ネットラジオ放送団体
- Aparté : ネット新聞作成団体
- Silence ça Tourne : 映画作成団体
- La compagnie Rhinocéros : 演劇サークル
- La Fanfouse : 吹奏楽サークル
- Les Tribuns : 演説部
- Les Airs Solidaires : イベント開催団体
- D'Ici Danse IEP'N - Association de Danse　: ダンスサークル
- Touloutre - Association de Natation　: 水泳サークル
- Pompoms Sciences Po Toulouse : チアリーディングサークル
- Sciences Po Toulouse Badminton Club　: バドミントンサークル
- GLAND'BALL : ハンドボールサークル
- Tout Puissant Tolosa (TPT) - Association de Football (Masculin et Féminin)　: 男子・女子サッカーサークル
- GORET (Gentils Organisateurs du Rugby Étudiant Toulousain) : 男子・女子ラグビーサークル
- Les Sans-Culottes (féminismes)　: フェミニズムサークル
- Le Melting Po (association intersectionnelle et antiraciste)　: インターセクショナリティ・反差別団体
- La Repolitique : 政治討論団体
- Le Réseau des Étudiants Toulousains en Soutien aux Exilés et Réfugiés (RETSER-31) : トゥールーズ難民・亡命者学生支援団体
- Les Jeunes Européens Toulouse
- Interface :　学生マイクロ企業団体
- Initiative des Étudiants Progressistes (dit "Liste IEP")　: 学生組合
- Le Porte-Voix (PV) :　学生組合

### 卒業年の名称[10]
他のグランゼコールの習慣と同様に、2006年からすべての卒業年は著名人に因んで名づけられる。
- 2006：オランプ・ド・グージュ（フェミニズム運動の先駆者）
- 2007：アンナ・ポリトコフスカヤ（ジャーナリスト）
- 2008：教育課程が4年制から5年制に延長されたため卒業生無し。
- 2009：ピエール・デプロージュ（ユーモリスト）
- 2010：ボリス・ヴィアン（作家、詩人、音楽家）
- 2011：アントワーヌ＝ド・サン＝テグジュペリ（作家、操縦士）
- 2012：シモーヌ・ド・ボーヴォワール（フェミニズム運動の活動家）
- 2013：アウンサンスーチー（政治家）
- 2014：ローザ・パークス（公民権運動活動家）
- 2015：ジゼル・アリミ（弁護士, フェミニスト活動家, 政治家）
- 2016:：ベルナール・マリス（経済学者、ジャーナリスト）
- 2017:：マララ・ユスフザイ（フェミニスト・人権運動家）
- 2018:：アンジェラ・デイヴィス（活動家）
- 2019:：ラチファ＝イベン＝ジアテン（地元活動家）
- 2020:：マリエル・フランコ（政治家、フェミニスト・人権運動家）

## 有名な卒業生

### 政治家・高級公務員
- ロランス・アリバジェ（政治家）
- フィリップ・フォリオ（政治家）
- イザベル・シマ（高級公務員）

### 大学教員
- ベルナール・マリス（経済学者）

### その他
- ユゴ・クレマン（新聞記者）
- オドレ・クレスポ＝マラ（新聞記者）
- ジェラール・メストラレ（経営者）
- ジャック・デ＝ペレてィ（経営者）
- クロード・ジョルダ（旧ユーゴスラビア国際戦犯法廷裁判長）